# شویچی ساکاموتو
شویچی ساکاموتو (انگلیسی: Shuichi Sakamoto؛ زادهٔ ۱۴ ژوئن ۱۹۷۹) بدمینتون‌باز اهل ژاپن بود.